# Lagoa Formosa (kommun)
Lagoa Formosa är en kommun i Brasilien.   Den ligger i delstaten Minas Gerais, i den sydöstra delen av landet, 400 km sydost om huvudstaden Brasília. Antalet invånare är 17 136.
Följande samhällen finns i Lagoa Formosa:
- Lagoa Formosa

Omgivningarna runt Lagoa Formosa är huvudsakligen savann. Runt Lagoa Formosa är det ganska glesbefolkat, med 32 invånare per kvadratkilometer.